# Carlos Huerta
Carlos Segundo Huerta Coria (* 20. Dezember 1928; † 2. Juli 2012) war ein chilenischer Fußballspieler. Der Abwehrspieler absolvierte vier Länderspiele für die chilenische Nationalmannschaft.

## Karriere

### Verein
Carlos Huerta spielte mindestens 1956 für den Hauptstadtklub Ferrobadminton. Weiteres ist über die Vereinskarriere des Spielers nicht bekannt.

### Nationalmannschaft
Carlos Huerta wurde von Nationaltrainer Luis Tirado in den Kader Chiles zur Panamerikameisterschaft 1956 in Mexiko berufen. Dort debütierte er bei der 1:2-Niederlage gegen Mittelamerikameister Costa Rica, als er für Isaac Carrasco eingewechselt wurde. Huerta spielte noch drei weitere Partien im Verlauf des Turniers, allerdings kam Chile nach einem Unentschieden und vier Niederlagen nicht über den letzten Platz hinaus. Für Huerta waren die Spiele bei der Panamerikameisterschaft die einzigen Länderspiele.